# بلن فابرا
بلن فابرا (اسپانیایی: Belén Fabra‎؛ زادهٔ ۳ نوامبر ۱۹۷۷) بازیگر و مانکن اهل اسپانیا است. وی از سال ۲۰۰۱ میلادی تاکنون مشغول فعالیت بوده‌است.
از فیلم‌ها یا مجموعه‌های تلویزیونی که وی در آن‌ها نقش داشته است، می‌توان به شراب کهنه و «خاطرات یک نیمفومانیاک» اشاره نمود.